# I misteri di un'anima
I misteri di un'anima (Geheimnisse einer Seele) è un film del 1926 diretto da Georg Wilhelm Pabst.

## Trama
Martin Fellman è un chimico viennese che, rientrato a casa dalla moglie, apprende che suo cugino Erich, suo amico d'infanzia, è di ritorno da un viaggio in India, e che è intenzionato di venirli a trovare. Tramite un telegramma gli annuncia di avergli inviato la statuetta di un dio e un'antica spada indiana.
Fellman cade in una crisi depressiva, e durante la notte è tormentato dagli incubi. Scopre di avere l'ossessione per le armi da taglio, dopo aver sognato di tentare di accoltellare la moglie. Gli impulsi aggressivi contro la moglie, si concretizzano alla cena di benvenuto del cugino, dove tenta di ucciderla a tavola.
L'uomo, inorridito dal suo comportamento, fugge da casa e va a vivere dalla madre. Si rivolge a uno psichiatra, il dottor Orth. Al medico, Fellmann parla dei suoi incubi.
Lo psichiatra scopre che è la gelosia, che ha già portato dalla sua infanzia, cioè da quando sua moglie, Eric e lui erano compagni di gioco, il matrimonio senza figli, e quindi un complesso di inferiorità, a causare in Fellman la fobia dei coltelli. Con la conoscenza sulle cause, il Dr. Orth spiega che la fobia può essere guarita lentamente.
Fellmann si trasferisce in campagna, dove si dedica alla pesca. Viene a trovarlo sua moglie, che è accompagnata da un bambino.

## Retroscena
Poiché il tema del film è la psicoanalisi, per la sua realizzazione Pabst chiamò per una consulenza scientifica Sigmund Freud, che però rifiutò. La collaborazione fu chiesta poi a due suoi allievi, Karl Abraham e Hanns Sachs, i quali, a differenza del loro maestro, accettarono.